# Eurovision Song Contest 1957
Eurovision Song Contest 1957, česky také Velká cena Eurovize 1957 (či jen Eurovize 1957), byl 2. ročník soutěže Eurovision Song Contest, který se konal ve Frankfurtu v Německu. Soutěž, organizovaná Evropskou vysílací unií (EVU) a stanicí Hessischer Rundfunk (HR), se konala v Großer Sendesaal des hessischen Rundfunks 3. března 1957, moderátorkou přenosu byla herečka Anaid Iplicjian. 
Soutěže se zúčastnilo 10 zemí, což je o tři státy více oproti předchozímu ročníku. V soutěži debutovali Dánsko, Rakousko a Spojené království.
Soutěž doznala oproti předchozímu roku řady změn. Každou zemi nově reprezentovala pouze jedna skladba, na pódiu mohli být maximálně dva lidé. Změnil se i způsob hlasování –⁠⁠⁠⁠⁠⁠ každá země měla 10 porotců, každý z nich udělil jeden bod jedné skladbě, přičemž nebylo možné hlasovat pro interpreta z vlastní země. Výsledky byly oznamovány veřejně.
Vítězem se stala nizozemská zpěvačka Corry Brokken s písní „Net als toen“. Skladba získala celkově 31 bodů.

## Navrátivší interpreti
Soutěže se zúčastnili dva interpreti, kteří se představili i v předchozím ročníku: Lys Assia, která reprezentovala Švýcarsko a ročník vyhrála; a Corry Brokken, která byla jedním ze dvou interpretů reprezentujících Nizozemsko.

## Výsledky
| Pořadí | Země               | Interpret                      | Skladba                    | Jazyk         | Umístění | Body |
| ------ | ------------------ | ------------------------------ | -------------------------- | ------------- | -------- | ---- |
| 1.     | Belgie             | Bobbejaan Schoepen             | „Straatdeuntje“            | nizozemština  | 8.       | 5    |
| 2.     | Lucembursko        | Danièle Dupré                  | „Tant de peine“            | francouzština | 4.       | 8    |
| 3.     | Spojené království | Patricia Bredin                | „All“                      | angličtina    | 7.       | 6    |
| 4.     | Itálie             | Nunzio Gallo                   | „Corde della mia chitarra“ | italština     | 6.       | 7    |
| 5.     | Rakousko           | Bob Martin                     | „Wohin, kleines Pony?“     | němčina       | 10.      | 3    |
| 6.     | Nizozemsko         | Corry Brokken                  | „Net als toen“             | nizozemština  | 1.       | 31   |
| 7.     | Německo            | Margot Hielscher               | „Telefon, Telefon“         | němčina       | 4.       | 8    |
| 8.     | Francie            | Paule Desjardins               | „La Belle Amour“           | francouzština | 2.       | 17   |
| 9.     | Dánsko             | Birthe Wilke a Gustav Winckler | „Skibet skal sejle i nat“  | dánština      | 3.       | 10   |
| 10.    | Švýcarsko          | Lys Assia                      | „L'Enfant que j'étais“     | francouzština | 8.       | 5    |

### Detailní výsledky
|      |                    | Celkem | Švýcarsko | Dánsko | Francie | Německo | Nizozemsko | Rakousko | Itálie | Spojené království | Lucembursko | Belgie |
| ---- | ------------------ | ------ | --------- | ------ | ------- | ------- | ---------- | -------- | ------ | ------------------ | ----------- | ------ |
| Země | Belgie             | 5      | 1         | 2      |         | 2       |            |          |        |                    |             |        |
| Země | Lucembursko        | 8      |           |        |         |         |            | 3        | 4      | 1                  |             |        |
| Země | Spojené království | 6      | 2         |        |         |         | 1          | 1        |        |                    | 1           | 1      |
| Země | Itálie             | 7      |           | 1      |         |         | 2          |          |        | 2                  | 1           | 1      |
| Země | Rakousko           | 3      |           |        |         |         | 1          |          |        | 2                  |             |        |
| Země | Nizozemsko         | 31     | 7         | 3      | 4       | 1       |            | 6        | 1      | 1                  | 3           | 5      |
| Země | Německo            | 8      |           |        | 6       |         |            |          | 1      |                    |             | 1      |
| Země | Francie            | 17     |           | 2      |         | 6       | 1          |          |        | 2                  | 4           | 2      |
| Země | Dánsko             | 10     |           |        |         |         | 5          |          | 3      | 2                  |             |        |
| Země | Švýcarsko          | 5      |           | 2      |         | 1       |            |          | 1      |                    | 1           |        |

## Zajímavosti
- Dánsko – Dánská reprezentace předvedla u konce písně nejdelší polibek v historii soutěže, který musel být zastaven pomocí cedule.
- Itálie  Spojené království – V tomto roce byl největší rozdíl v délkách písní. Mezitím co italská píseň „Corde della mia chitarra“ měla 5:09 minut, tak britská píseň „All“ měla pouze 1:52 minuty. Po této zkušenosti bylo vydáno pravidlo, které omezuje délku na max. 3 minuty.
- Belgie – Při belgickém vystoupení se poprvé objevilo pískání.
- Německo – Německá zpěvačka Margot Hielscher poprvé použila rekvizitu, a to telefon, který ztělesňoval její píseň.
- Německo – Při hlasování se moderátorka spojovala s mluvčími pomocí telefonu. Hlasování probíhalo většinou v němčině.